# 櫻丹綿粉介殼蟲
櫻丹綿粉介殼蟲（学名：Phenacoccus parvus）为粉介殼蟲科綿粉介殼蟲屬下的一个种。其种加词“Parvus”意为“小的”。